# 이기문 (언론인)
이기문(1966년~)은 대한민국의 KBS의 기상캐스터로 기상정보부 기자였다. 현재 KBS보도본부 스포츠국 국장 직무대리이다.

## 학력
- 남대전고등학교

## 경력
- 1991 9월 1일 : KBS 제18기 공채 입사
- KBS 뉴스 9 기상캐스터
- KBS 보도국 기상팀 팀장
- 2013.12	: KBS 보도본부 스포츠국 스포츠제작부 부장
- 2014.2	:KBS 보도본부 보도국 문화부 부장
- 2015.3	~ 2018.3 KBS 보도본부 스포츠국 스포츠중계부 부장
- 2018.4	KBS 보도본부 스포츠국 국장 직무대리